# Semiología musical
Semiología musical o semiótica musical es el estudio de la semiosis que tiene lugar en el interior de una comunidad musical, cuando esta produce, ejecuta o escucha música. Esta disciplina se ocupa fundamentalmente del estudio de las correlaciones posibles entre estructuras sonoras y conceptos específicos que postulan los individuos de una determinada sociedad musical. Sin embargo, la semiología musical abarca mucho más.
La semiología musical analiza todo aquello que nos permite entender un hecho musical en su totalidad: desde los procesos de creación e interpretación de una obra, hasta los de percepción, pasando por la estructura interna de dicha obra, a partir del análisis de su partitura. Por ello, es dominio de la semiología musical el estudio de las influencias que tuvo un compositor para crear una determinada pieza, los recursos musicales que utilizó, la manera en la que están articulados los diferentes sonidos y elementos de ésta y las emociones, imágenes, ideas y respuestas corporales que presenta un determinado escucha al percibirla, entre otros.
El campo de la semiología musical es sumamente extenso y se relaciona con muchas otras disciplinas, más allá de las que se vinculan con la teoría musical. La semiótica en palabras de Rubén López Cano es “una interdisciplinar orquestadora de todas las ramas del conocimiento…o sea, un vertebrador interdisciplinar”. Los desarrollos recientes de la semiótica responden a los paradigmas más complejos de la investigación en todas las humanidades, artes y ciencias, ya que con las metodologías que propone, se pueden generar tipologías que segmenten de manera eficaz los fenómenos más intrincados, haciéndolos accesibles a su estudio. De aquí se desprenden diversas orientaciones como la antropología estructural de Claude Lévi-Strauss, semiótica lingüística de Umberto Eco, semiótica de la cultura, biosemiótica, etc., que, según Gabriel Pareyón, configuran una trama, una red de sistemas y relaciones “polarizadas” (Semiótica polar), en lugar de ser un simple árbol de Porfirio (o sea, un tronco y ramas de conocimiento).